# Solanidina
La solanidina es un venenoso alcaloide esteroideo que se produce en las plantas de la familia Solanaceae, como la papa y Solanum americanum. La ingestión humana de solanidina también se da a través del consumo de los glicoalcaloides, α-solanina y α-chaconina, presente en las patatas. La porción de azúcar de estos glicoalcaloides se hidroliza en el cuerpo, dejando la porción de solanidina. La solanidina se produce en el suero de la sangre de personas sanas normales que comen la patata, y los niveles de solanidina en el suero caen marcadamente una vez que el consumo de papas cesa. La solanidina de los alimentos también se almacena en el cuerpo humano durante períodos prolongados de tiempo, y los investigadores han sugerido que podría quedar en libertad en momentos de estrés metabólico, con posibles consecuencias perjudiciales. La solanidina es responsable de síndromes neuromusculares a través de la inhibición de colinesterasa.

## Usos
La solanidina es un importante precursor de la síntesis de hormonas y algunos compuestos farmacológicamente activos.